# 62666 Rainawessen
62666 Rainawessen este un asteroid din centura principală de asteroizi.

## Descriere
62666 Rainawessen este un asteroid din centura principală de asteroizi. A fost descoperit pe 1 octombrie 2000 la Eskridge de Gary Hug. Asteroidul prezintă o orbită caracterizată de o semiaxă mare de 3,12 ua, o excentricitate de 0,18 și o înclinație de 9,4° în raport cu ecliptica.